# Мађарска одбрана
Овај чланак користи алгебарску шаховску нотацију како би се описали шаховски потези.
Мађарска одбрана је шаховско отварање које почиње потезима:
1. е4 е5 2. Сф3 Сц6 3. Лц4 Ле7

## Карактеристике
Тихим развојним потезом 3. ... Ле7 црни избегава оштре гамбитне наставке Одбране два скакача, Италијанске партије и Евенсовог гамбита.

## Историјат
Варијанта добија име из дописне игре између Париза и Пеште, Мађарска играна између 1842-1845, али први пут је анализирана од страбе козиа у 18. вијеку. Повремено су је играли неки велемајстори са јаким одбрамбеним позиционалним стиловима, укључујући Решевског, Хорта, и бившег свјетског шампиона Петросијана и Смислова.

## Варијанте

### Главна линија: 4. д4
Најбољи одговор бијелога је 4. д4, тражећи предност у центру. Остали потези представљају мању опасност по ценога: 4.ц3 Сф6 (Штајнц), или 4. 0-0 Сф6 5. Сц3 д6 6. д4 Лг4. Послије 4. д4, црни наставља или са 4. e:д4 или 4. д6.

### 4. e:д4
Послије 4. e:д4, 5. С:д4 ће се транспонирати у шкотску игру која даје бијеломе проторну предност. Слабији је 5. ц3, надајући се 5. д:ц3?! 6. Дд5!, након што је црни предао у партији Мидјорд–Шарф, Нице олимпијада 1974. (мада је црни могао да испроба 6. Сх6 7. Л:х6 0-0 када 8. Лц1? Сб4 9. Дд1 ц2 враћа фигуру, тако да бијели треба да игра 8. Л:г7 Д:г7 9. С:ц3 са предношћу). Међутим, 5. Сa5, препоручен од стране Чигорина, форсира бијелога да преда ловачки пар са 6. Д:д4 или жртвује пјешака. Такође је игриво 5. Сф6 6. e5 Сe4 (Тартаковер варијанта) 7. Лд5 Сц5 8. ц:д4 Сe6 (Еванс).

### 4. д6
Алтернативно, црни покушава да задржи центар са 4. д6, када бијели имаизбор планова, од којих би сваки требало да буде довољан да осигура малу предност. Бијели може да поједностави мало бољој дами средишњицу са 5. д:e5 д:e5 (5. С:e5? 6. С:e5 д:e5 7. Дх5! и бијелов двоструки напад на е5 и ф7 осваја пјешака 6. Д:д8+ (6. Лд5!? је такође могуће) Лxд8 7. Сц3 Сф6. Или бијели може затворити центар са 5. д5 Сб8, праћено са Лд3 и проширењем на даминој страни са ц4, што резултира позицијама које наликују онима из старе индијске одбране. Коначно, са 5. Сц3 бијели може задржати напетост у центру и добити активну игру фигура.
Хардинг и Ботерил, у својој књизи из 1977. о италијанској партији, закључио да, "Мађарска одбрана може бити одиграна само нерешено. Бијели би требало да има ивицу у већини линија."